# 小浜俊郎
小浜 俊郎（こはま しゅんろう、1927年8月29日 - 2020年7月5日）は、日本のフランス文学者、翻訳家。慶應義塾大学名誉教授。

## 人物・来歴
東京府（現練馬区）出身。
1954年、東京大学文学部仏文科卒。1961年、慶應義塾大学大学院博士課程満期退学。慶應義塾大学法学部助教授。1971年、慶應義塾大学法学部教授、1993年、定年退任、慶應義塾大学名誉教授。
2020年7月5日7時57分、老衰のため死去。92歳没。

## 著書
- 『詩　不可視なるもの フランス近代詩人論』（慶応義塾大学法学研究会、慶應通信） 1975
- 『詩集　オルラモンド異聞』（国文社）1982
- 『詩・場所なるもの フランス近代詩人論2』（慶応義塾大学法学研究会、慶應通信） 1986

## 翻訳
- 『アントナン・アルトー』（アントナン・アルトー、新潮社、世界詩人全集20） 1969
- 『水と夢 物質の想像力についての試論』（ガストン・バシュラール、桜木泰行共訳、国文社） 1969
- 『癲癇 詩集』（ミシェル・レリス、思潮社、ミシェル・レリスの作品） 1970
- 『ロートレアモンとサド』（モーリス・ブランショ、国文社） 1970
- 『ロマン的魂と夢 ドイツ・ロマン主義とフランス詩についての試論』（アルベール・ベガン、後藤信幸共訳、国文社、アルベール・ベガン著作集1） 1972
- 『現存の詩 クレティアン・ド・トロワからピエール・エマニュエルまで 付ネルヴァル』（アルベール・ベガン、後藤信幸,山口佳巳共訳、国文社、アルベール・ベガン著作集2） 1975
- 『占星術の鏡』（マックス・ジャコブ,クロード・ヴァランス、国文社） 1977
- 『仮面物語集』（ジャン・ロラン、国書刊行会、フランス世紀末文学叢書） 1984
- 『へその緒 / ギリシアの旅から』（ジャン・コクトー、東京創元社、ジャン・コクトー全集8） 1987

## 論文
- Cinii